# Cimitero di Bogenhausen
Il cimitero di Bogenhausen si trova attorno alla chiesa rococò di San Giorgio, un tempo chiesa di un paese rurale alle porte di Monaco di Baviera. 
Oggi Bogenhausen è un quartiere della "Monaco bene" a est del fiume Isar. Pertanto, dalla metà del XX secolo il cimitero è diventato il cimitero preferito per personaggi famosi, soprattutto artisti. 

## Nei media
Nella chiesa, Michelangelo Antonioni nel 1973 girò la scena dell'incontro fra Jack Nicholson e i trafficanti d'armi del film Professione: reporter.

## Sepolture famose
- Joseph Breitbach, scrittore
- Friedrich Domin, attore
- Rainer Werner Fassbinder, regista
- Joachim Fernau giornalista, pittore
- Helmut Fischer, attore
- Oskar Maria Graf, scrittore
- Robert Graf, attore
- Ernst Hanfstaengl, capo stampa del partito NSDAP
- Wilhelm Hausenstein, pubblicista
- Ernst Hürlimann, caricaturista
- Erich Kästner, scrittore
- Liesl Karlstadt (Elisabeth Wellano), commediante
- Hans Knappertsbusch, direttore d'orchestra
- Annette Kolb, scrittrice
- Werner Kreindl, attore
- Johann von Lamont, astronomo
- Siegfried Lowitz, attore
- Monti Lüftner, produttore musicale
- Peter de Mendelssohn, scrittore
- Emil Preetorius, scenografo
- Karl Romeis, scultore
- Karl Friedrich Roth, pittore
- Josef Schörghuber, imprenditore
- Hans Schweikart, regista e attore
- Walter Sedlmayr, attore
- Johann Georg von Soldner, astronomo di corte
- Peter Vogel, attore
- Rudolf Vogel, attore
- Gustl Waldau (Gustav Theodore Clemens Robert Freiherr Von Rummel), attore
- Carl Wery, attore
- Hans Wimmer, scultore
- Maria Wimmer, attrice

## Galleria d'immagini

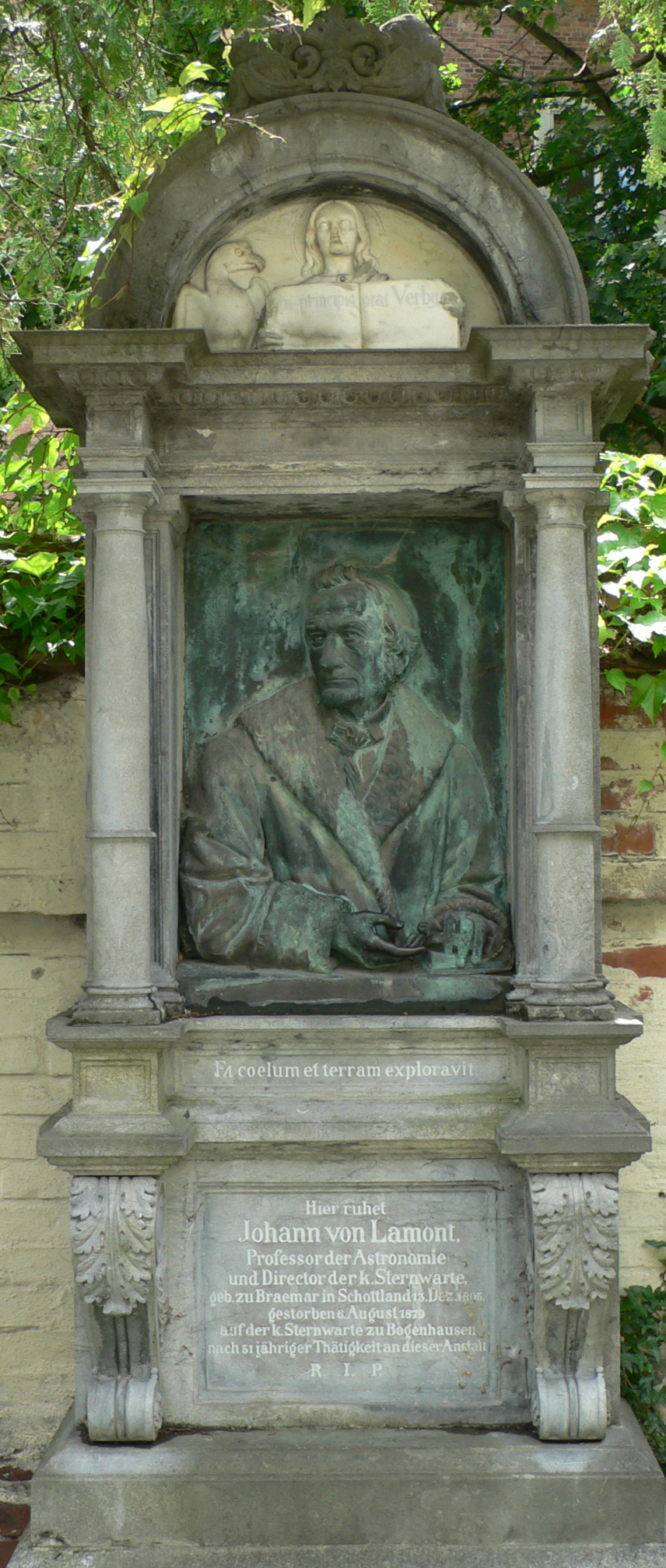
Tomba di Johann von Lamont al cimitero di Bogenhausen
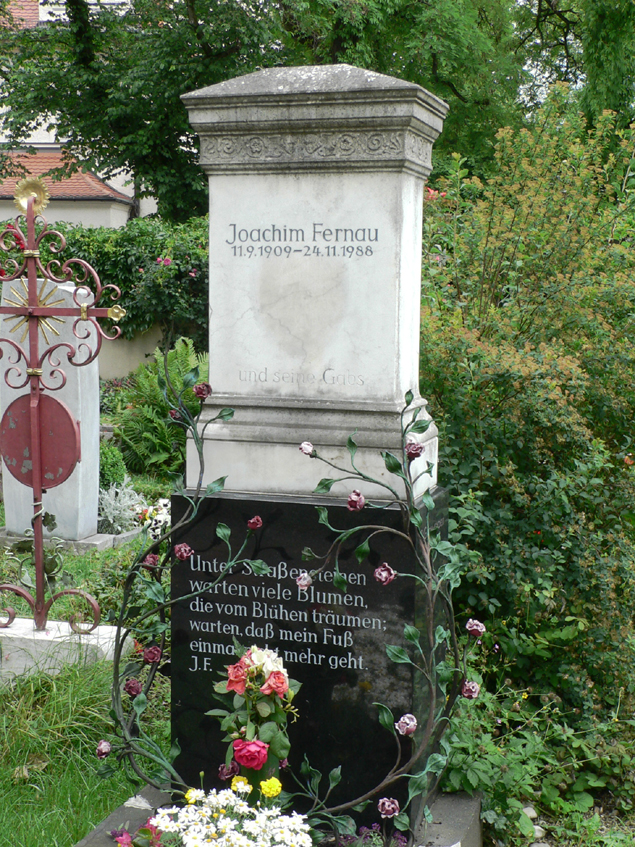
Tomba di Joachim Fernau al cimitero di Bogenhausen